# باشگاه چرچیل
باشگاه چرچیل (دانمارکی: Churchill-klubben) گروهی متشکل از هشت دانش آموز نوجوان از مدرسه کلیسای جامع آلبورگ در شمال یوتلند بود که در جریان اشغال دانمارک در جنگ جهانی دوم اقدامات خرابکارانه ای را علیه آلمان‌ها انجام می‌دادند.
باشگاه چرچیل یکی از اولین گروه‌های مقاومت بود که در دانمارک تشکیل شد. این گروه تحت رهبری کنود پدرسن ۱۶ ساله عمل می‌کرد و فعالیت آنها در پایان سال ۱۹۴۱ آغاز شد، زمانی که آنها شروع به هدف قرار دادن نیروهای اشغالگر آلمان در آلبورگ برای تقلید از مقاومت سربازان نروژی کردند. آنها قبل از دستگیری توسط پلیس در می ۱۹۴۲ موفق به انجام ۲۵ عمل خرابکارانه شدند. برخی از این اقدامات خرابکارانه شامل سرقت سلاح و تخریب وسایل نقلیه، نقشه‌ها و قطعات هواپیما بود. پسران به خاطر اموال ویران شده نازی‌ها به جریمه ۱۸۶۰ میلیون کرون متهم شدند. احکام آنها از یک و نیم تا پنج سال زندان بود. پس از زندان نیز تعدادی از پسران شبانه موفق به فرار شدند تا مدتی به فعالیت‌های خرابکارانه خود ادامه دهند.